# 69. zračnoobrambna artilerijska brigada (ZDA)
69. zračnoobrambna artilerijska brigada (izvirno angleško 69th Air Defense Artillery Brigade) je bila zračnoobrambna artilerijska brigada Kopenske vojske Združenih držav Amerike.

## Odlikovanja
- Meritorious Unit Commendation